# Bf 109
A Bf 109 a második világháborúban a német légierőben rendszeresített, és a legnagyobb példányszámban gyártott vadászrepülőgép. A Bf 109-essel repülő pilóták több légi győzelmet arattak a második világháború során, mint bármely más gép pilótái a repülés történetében. A kor első igazi modern vadászgépe, olyan tulajdonságokkal, mint például a csupa fém félhéj építésű sárkányszerkezet, alsószárnyas elrendezés, zárt pilótafülke, vagy a behúzható futóművek. A Bf 109 a Luftwaffe alap vadászgépe volt a világháború alatt.

## Elnevezés
A gépet említik Bf 109 és Me 109 típusjellel is. A helyes megnevezés a Bf 109. A gép tervezője, Wilhelm Emil "Willy" Messerschmitt a fejlesztés megkezdésekor még a Bayerische Flugzeugwerke AG (Bf) alkalmazottja volt, majd 1938. július 1-jétől a cég felvette a Messerschmitt AG (Me) nevet. Ezért minden olyan fejlesztés, ami ezen dátum előtt kezdődött, Bf néven futott továbbra is, ezen dátum után indított fejlesztéseknél viszont a Me jelzés volt használatban.

## Története

### Előzmények

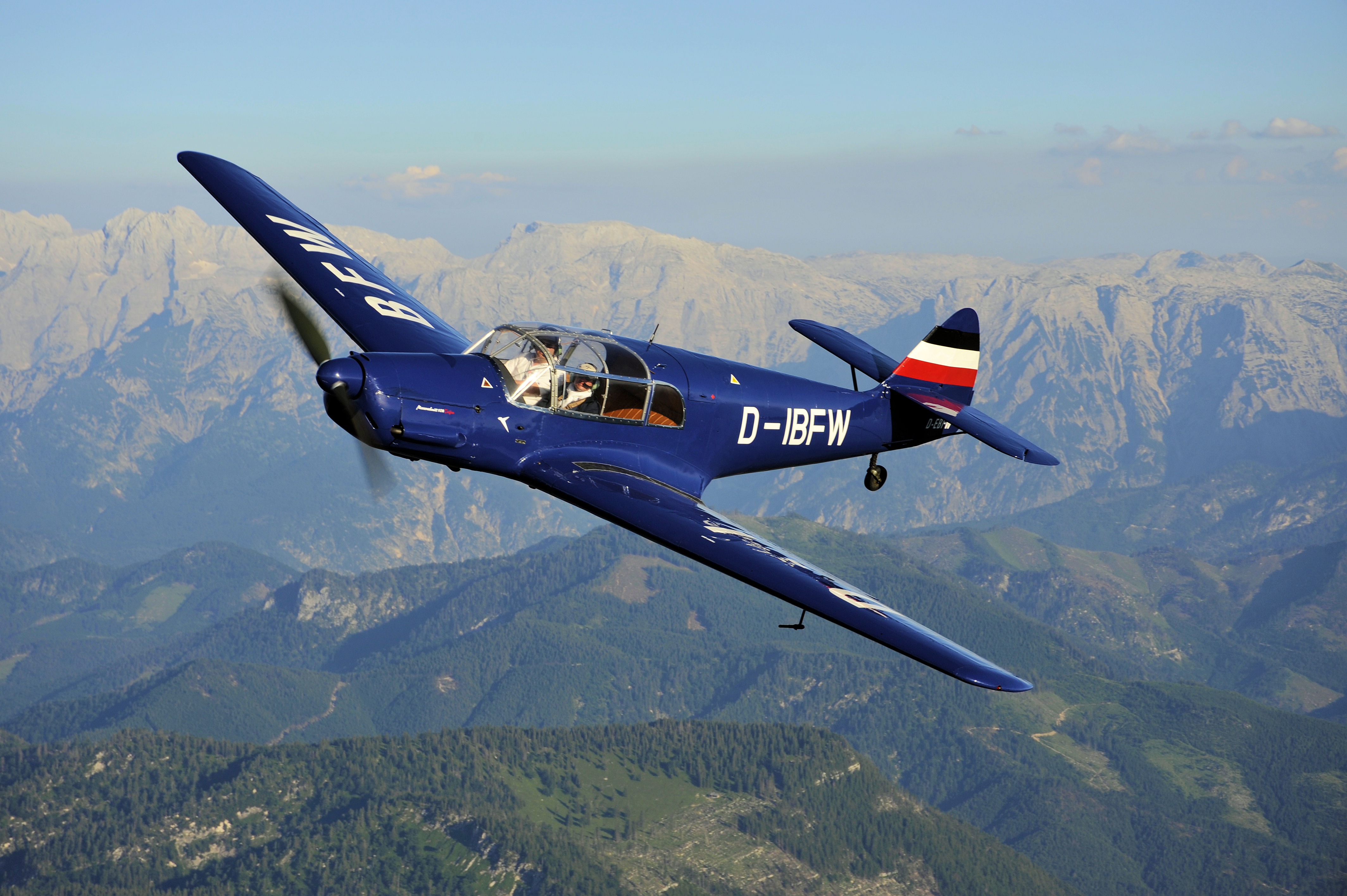
A Bf 108 Taifun

Willy Messerschmitt az RLM (Reichsluftfahrtministerium – Birodalmi Légügyi Minisztérium) által kiírt alap-vadászrepülőgép pályázatra kezdte el tervezni 1934-ben. A pályázat feltételei a következők voltak: 6000 m-en 400 km/h maximális sebesség, 10 000 m szolgálati magasság, másfél órás repülési időtartam és kettő, csövenként 1000 tölténnyel ellátott fix beépítésű géppuska vagy egy gépágyú. Ezen kívül éjszakai bevetésre is alkalmasnak kellett lennie. A prototípus 1935-ben repült először, 1936 áprilisában tizenegy másik típussal együtt – amelyből még három volt vadászgép – a rechlingi tesztpályán tesztelték. A pályázat kiértékelése alkalmával az új gépet az RLM a három másik konkurens gyár ajánlataival (Ar 80, Fw 159 és He 112) összehasonlítva győztesnek hirdette.

### Prototípusok és elősorozatok

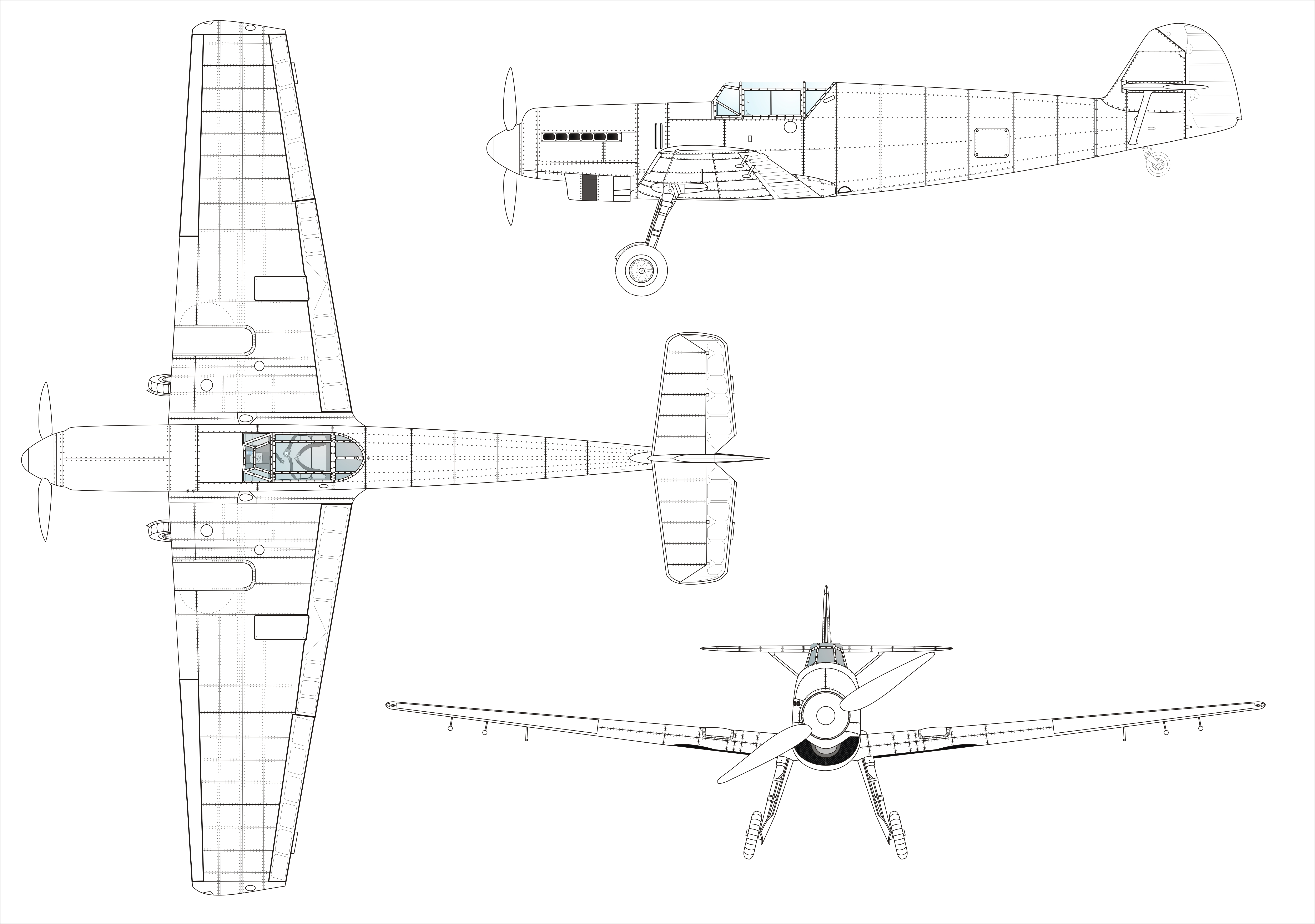
Bf 109 V–1

Az első prototípust megelőzte az 1934-ben tervezett Bf 108 (Taifun) túrarepülőgép, amely az 1934-es Challenge International de Tourisme versenyen már bemutatkozott. Ennek gyorsaságát és más műszaki paramétereit felhasználták a Bf 109 V–1-es tervezésénél, lajstromjele: D-IABI. Első felszállására 1935. május 28-án került sor. A gép érdekessége, hogy nem a német Junkers Jumo 210A motorral építették, ami ekkor még nem volt készen, hanem az angol Rolls Royce Kestrel V-vel. A Jumo egyébként is csak 610 LE-s volt, míg angol vetélytársa 695. Az első berepülés néhány apróbb hibától eltekintve jól sikerült. Ezután négy hónapos gyári teszt következett, majd a gépet átrepülték a rechlini kísérleti telepre. Itt került összehasonlításra az Ar 80V1-gyel, az Fw 159 V–1-gyel és a He 112 V–1-gyel. A Heinkel és a Bayerische Flugzeugwerke által gyártott gépek feleltek meg legjobban a Luftwaffe illetékeseinek, ezért további 10–10 darabot rendeltek mindkettőből.
A második prototípus a Bf 109 V–2-es volt, lajstromjele: D-IDUE. Első felszállására 1936. január 21-én került sor. Ebben a prototípusban már 640 LE-s Jumo 210A motor volt. Beépítettek két 7,92 mm-es MG 17-es géppuskát, valamint tükrös célzókészüléket is. Ezt a gépet hasonlították össze a He 112-essel és az összehasonlítás eredményeképpen döntöttek végül a Bf 109-es gyártása mellett. A Bf 109-es hűtőrendszere kevésbé sérülékeny, valamint sorozatgyártása egyszerűbb volt.
Már a tervezési fázisban ismertté vált az a körülmény, hogy a gép felületi terhelése veszélyesen magas. Emiatt nem építhették be a rendelkezésre álló legerősebb motort. Erre csak egy alkalommal került sor, amikor egy 1650 LE-s motorral szerelt példánnyal Hermann Wurster 1937. november 11-én 710,55 km/h-s sebességi rekordot állított fel. Az ilyen erős motor jelentette kockázatot a sorozatgyártott repülőgépeknél nem vállalták.
A vadászgépet 1936-ban rendszeresítették, és 1937 nyarán, a spanyol polgárháborúban teljesítette első éles bevetéseit.

### Gyártása

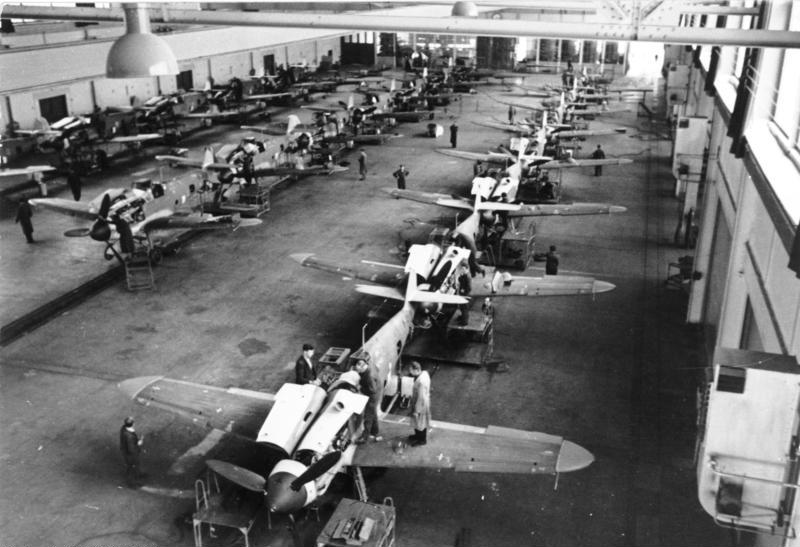
Bf 109 G–6 vadászgépek a gyártósoron

A Bf 109-esek összes darabszámára 30 000-től 34 000-ig terjedő adatokat közölnek. A gyártók szerinti összesítés alapján 33 924 darab volt. Ebből a háborús időszakra, azaz 1939 szeptemberétől 1945 májusáig 30 573 jutott. Ez a teljes német repülőgyártás 47%-a, és 57%-a az összes vadászrepülőnek. Minden F-széria előtti (A-tól E-ig), összesen 2193 darab a háború előtt, 1936-tól 1939 augusztusáig készült.
| gyártó                        | 1939-ig | 1939 | 1940 | 1941 | 1942 | 1943 | 1944   | 1945 márciusáig | összesen |
| ----------------------------- | ------- | ---- | ---- | ---- | ---- | ---- | ------ | --------------- | -------- |
| Messerschmitt AG, Regensburg  | 1860    | 1540 | 1868 | 203  | 486  | 2164 | 6329   | 1241            | 10 423   |
| Arado, Warnemünde             | 1860    | 1540 | 1868 | 370  |      |      |        |                 | 370      |
| Erla, Lipcse                  | 1860    | 1540 | 1868 | 683  | 875  | 2015 | 4472   | 1018            | 9063     |
| Fieseler, Kassel              | 1860    | 1540 | 1868 | 155  |      |      |        |                 | 155      |
| W.N.F. Bécsújhely             | 1860    | 1540 | 1868 | 836  | 1297 | 2200 | 3081   | 541             | 7955     |
| Győri Vagon- és Gépgyár, Győr |         |      |      |      |      | 39   | 270    |                 | 309      |
| Ago, Oschersleben             |         |      |      | 381  |      |      |        |                 | 381      |
| összesen                      | 1860    | 1540 | 1868 | 2628 | 2658 | 6418 | 14 152 | 2800            | 33 924   |

| Bf-109 típus                                  | Legyártott darabok száma          | Mikor gyártott                        |
| --------------------------------------------- | --------------------------------- | ------------------------------------- |
| Bf-109 A                                      | 22                                | 1937 – 1938                           |
| Bf-109 B                                      | 341                               | 1937 – 1938                           |
| Bf-109 C                                      | 58                                | 1938 tavasza – 1938 késő              |
| Bf-109 D                                      | 647                               | 1938 – 1939                           |
| Bf-109 E-1                                    | 1,183                             | 1938 késő – 1940                      |
| Bf-109 E-3                                    | 1,276                             | 1939 – 1940                           |
| Bf-109 E-4                                    | 561                               | 1939 – 1940                           |
| Bf-109 E-5                                    | 19                                | 1939 – 1940                           |
| Bf-109 E-7                                    | 438                               | 1940 Augusztus – 1941                 |
| Bf-109 F-1                                    | 208                               | 1940 Július – 1941 Január             |
| Bf-109 F-2                                    | 1,380                             | 1940 Október – 1941 Augusztus         |
| Bf-109 F-3                                    | 15                                | 1940 Október – 1941 Január            |
| Bf-109 F-4                                    | 1,841                             | 1941 Május – 1942 Május               |
| Bf-109 F-5                                    | 1                                 | 1940 Október                          |
| Bf-109 G-1                                    | 167                               | 1942 Február – Június                 |
| Bf-109 G-2                                    | 1,586                             | 1942 Május – 1943 Február             |
| Bf-109 G-3                                    | 50                                | 1943 Január                           |
| Bf-109 G-4                                    | 1,242                             | 1942 Szeptember – 1943 Május          |
| Bf-109 G-5                                    | 475                               | 1943 Február – 1944 Június            |
| Bf-109 G-6                                    | ~5000+                            | 1943 Február – 1943 Augusztus-Október |
| Bf-109 G-6 Erla Hood                          | ~2000+                            | 1943 Augusztus – Október-1944 Január  |
| Bf-109 G-6 Erla+Magasított oldalkormány+MW-50 | ~5000+                            | 1944 Január – 1944 Július             |
| Bf-109 G-6/AS+MW-50                           | 226 legyártott+460 átalakított    | 1944 Április – 1944 Augusztus         |
| Bf-109 G-8                                    | 906                               | 1943 Augusztus – 1945 Február         |
| Bf-109 G-10                                   | 2,600+                            | 1944 Október – 1945 Március           |
| Bf-109 G-10/AS                                | 100                               | 1944 Október – 1944 November          |
| Bf-109 G-12                                   | 500 tervezett*/átalakított        | 1944 Január – 1944 Július             |
| Bf-109 G-14                                   | 5,500+                            | 1944 Július – 1945 Február            |
| Bf-109 G-14/AS                                | ~1,373                            | 1944 Augusztus – 1945 Február         |
| Bf-109 K-4                                    | 1,700+                            | 1944 Augusztus – 1945 Március         |
| Bf-109 K-6                                    | 1 prototípus                      | 1944 Ősze                             |
| Összesen                                      | 37,303 az átalakítottakkal együtt | -                                     |

- G-12: Nem tudni pontosan mennyi gépet alakítottak át. A dokumentumok szerint "hadviselt" vagy átépített G-2, G-4 és G-6 típusokat rendszeresítettek G-12-ként.

A gyártást az augsburgi Bayerische Flugzeugwerke AG kezdte el, majd Messerschmitt AG néven folytatta. A háborúig összesen 2193 darab Bf 109 készült (A-tól E változatig), 1936-tól 1939 augusztusáig. A haditermelésbe bekapcsolódott a lipcsei Erla Maschinenwerk GmbH, a kasseli Gerhard-Fieseler-Werke (GFW), az AGO Flugzeugwerke, a Focke-Wulf és a warnemündei Arado Flugzeugwerke GmbH (ArW), a bécsújhelyi Wiener Neustädter Flugzeugwerke (WNF), a regensburgi Messerschmitt GmbH (MttR), az obertraublingi KZ-Außenlager Obertraubling, a győri Győri Vagon- és Gépgyár és a Diana kódnevű Brünn–Deutschbrod vasútvonalon üzemelő WNF vasútialagút-gyára.
A B változatot az Erla és a GFW gyártotta le, majd a D változattól az AGO, a FW és az ArW is bekapcsolódott. Az 1938-as Anschlußt követően az E–3 sorozattól kezdve a WNF is termelt, továbbá az augsburgi Messerschmitt Regensburgban is alapított egy üzemet (MttR), ahol a 109-esek szerelése történt, az anyagüzemben pedig más típusokkal foglalkoztak. Az 1943 augusztusi regensburgi szövetséges bombatámadások hatására az összeszerelést az Obertraublinger Werk-be helyezték át, ami 1945 februárjától KZ-Außenlager Obertraubling néven üzemelt. A repülőgéphordozóra tervezett T változatot a Fieseler építette volna, ez azonban nem realizálódott. Az F–4-től kezdve a fő termelést az Erla, az MttR és a WNF adta. A G–6-ot licencben Magyarországon is gyártották Ga–6 jelzéssel (a – ausland). 1944 nyarán a WMF a G–10-et gyártó részlegét három morvaországi vasúti alagútba helyezte át és a termelés Diana kódnév alatt üzemelt.
A háborút követően Csehszlovákiában a Škoda Avia gyára S–199 néven, Jumo 211F motorral felszerelve gyártott a G-sorozatból körülbelül 865 darabot, valamint Spanyolországban a Hispano Aviación gyár HA–1109 és HA–1112 néven gyártott 172-t többféle motorral felszerelve.

## Szerkezeti felépítése

### Sárkányszerkezete és szárnya
A Bf 109-es volt az egyik első olyan repülőgép, amely teljesen fém félhéj sárkányszerkezettel jelent meg.

### Motorok és légcsavarok
A kezdeti fejlesztési szakaszban, az 1935-ös prototípusba (Bf 109 V1, Werk-Nr. 758) még a brit gyártású Rolls-Royce Kestrel repülőgépmotort építették be. A típus korai változataiban – A, B, C, D – a Junkers Jumo 210 soros, tizenkét hengeres benzinmotorját alkalmazták, melyekre Schwarz gyártmányú, faanyagú, rétegelt-ragasztott kétlapátos, először fix, majd a B változattól (B–2) változtatható állásszögű légcsavarokat szereltek. A B változatot már Jumo 210D motorokkal készítették, a C pedig már a központi befecskendezéses Jumo 210G motorokkal érkezett a csapatokhoz. A spanyol polgárháború alatt, annak tapasztalatai nyomán végzett fejlesztések elsősorban a beépített fegyverzet hatékonyságán igyekeztek javítani, amik szerkezeti megerősítéseket vontak maguk után a törzsön és a szárnyban is. Az így megnövekedett felszállótömeg kompenzálása érdekében növelni kellett a Jumo motorok teljesítményét, azonban a Daimler-Benz 600-as sorozata már akkor nagyobb teljesítményűnek bizonyult és nagyobb fejlesztési tartalékokkal rendelkezett, ezért az 1938-as évben megkezdték a DB-motorok alkalmazásának lehetőségeit vizsgálni. A Bf 109B sárkányszerkezettel épült V11, V12 és V13 prototípusokban kísérleteztek a különféle motorváltozatokkal, végül a szintén központi befecskendezéses DB 601A felelt meg az elvárásoknak. A nagy számban, alvállalkozókkal gyártott Bf 109D változatba végül még Jumo 210D motorok kerültek.
Az E változattól kezdődően a Daimler-Benz 600-as sorozat motorjait építették be a típusváltozatokba. A motorok egy háromtollú, Vereinigte Deutsche Metallwerke (VDM) által gyártott légcsavart forgattak (VDM 9–11081A). Ezek a VDM-légcsavarok 3000 mm-es átmérőjűek voltak, mely átmérőt a későbbiekben is megtartották, csak a lapátok profilméretei tértek el egymástól, ahogy a DB-motorok teljesítménye egyre nőtt. A légcsavarváltozatok: a korai F-változatok (F–1, F–2) a VDM 9–11207 típusjelűt alkalmazták, mely az E-változatok hajlított lapátjaitól eltérőek voltak. Az F–3 változattól az F-sorozat végéig (F–6) a VDM 9–12010-t alkalmazták, melyeknek szélesebb lapátjai voltak a 11207-esektől. A legnagyobb darabszámban gyártott G-sorozaton többféle légcsavart alkalmaztak. A korai változatokon (G–1, G–4) a VDM 9–12087A-t (még szélesebb és változtatható állásszögű lapátok), majd 1944-től a nagy magasságú bevetésekre optimalizált, DB 605AS-szel és DB 605D-kel felszerelt változatokon a VDM 9–12159 légcsavart használták, ami még szélesebb lapátokkal rendelkezett, mint a 12087A. Az utolsó légcsavarváltozat a K-sorozaton jelent meg, ez a VDM 9–12159A, amelyet alkalmaztak a Bf 109G–6/AS, Bf 109G–14/AS és a Bf 109G–10 változatokon is.
A háborút követően, a már legyártott, de nem végszerelt, csehszlovák változatokban már ismét alkalmaztak Jumo-motorokat. Ezekre az esetek többségében a He 111-en alkalmazott, faanyagú légcsavarokat szerelték. Ezek voltak a legszélesebb lapátú légcsavarok, melyre nem lett átalakítva a pilótafülke elé beépített géppuskák szinkronizáló mechanizmusa. Ennek következtében az izraeli csapatszolgálatban bevetett repülőgépeken előfordult, hogy tűzmegnyitást követően a géppuskák szétlőtték a légcsavarlapátokat. Ennek tudatában kellett az izraeli pilótáknak manőverezniük, majd a megtámadott repülőgép meglövését követően fel kellett készülnie a kényszerleszállásra.

### A Daimler-Benz repülőgépmotorok feltöltőinek elhelyezése
A világháborús német Daimler-Benz repülőgépmotorok mechanikus-feltöltőinek a többi korabeli repülőgépmotorhoz képest volt egy jellegzetes tulajdonságuk, mégpedig az elhelyezésük. A legtöbb korabeli repülőgépmotoron a feltöltő-rendszert a blokk mögé helyezték, és annak a tengelye párhuzamos volt a motor főtengelyével.
Ezzel szemben a korabeli Daimler-Benz repülőgépmotorokon a motorok kompresszorai nem párhozamosak voltak a motorok tengelyével, hanem azokra merőlegesek voltak vagyis oldalirányba néztek.
A fellelhető források szerint ennek a legfőbb előnye az volt, hogy ez által a feltöltő-rendszerbe  jutó levegő nem 180 fokot, hanem csak 90 fokot fordult, ami kevesebb áramlástani veszteséget jelentett.
Egy további előnye a motor oldalára helyezett kompresszornak az volt, hogy lehetővé tette a légcsavarkúpon keresztül tüzelő fegyverek beépítését, mivel nem volt az útban.
Az előbbiek mellett az motor oldalára helyezett kompresszor valószínűleg csökkentette a motor hosszát ahhoz a helyzethez képest, hogyha a kompresszort a blokk végére rakták volna. Ez által a nagyobb lökettérfogat ellenére a DB 605 nem volt hosszabb, mint a Rolls-Royce Merlin késői változatai.

### Feltöltés a háború végén: nagyobb kapacitású mechanikus-feltöltő alkalmazása
A háború folyamán a légi-harcok átlagos magassága jelentősen nőtt. Ez szükségesség tette a feltöltés fejlesztését a repülőgépmotorok részéről.
Ezen ok miatt egy gyorsan megvalósítható megoldással fejlesztették tovább a 109-es háború végén használt motorját, a Daimler-Benz DB 605-öt. A Daimler-Benz mérnökei azt csinálták, hogy a nagyobb lökettérfogatú DB 603 repülőgépmotor kompresszorára cserélték ki a DB 605 eredeti kompresszorát. Mivel az új kompresszornak 25 százalékkal nagyobb teljesítménye volt, mint ez eredetinek, ezért ezzel a fejlesztéssel a DB 605 magassági teljesítménye jelentősen megnőtt.
A nagyobb teljesítményű (és méretű) kompresszorokkal szerelt DB 605 verziók 1944 elején kerültek ki a frontra.Az új kompresszorral a 109-es csúcssebessége nagyjából 25 km/ó-val, csúcsmagassága pedig 600 méterrel nőtt.

### Futómű
Keskeny nyomtávú, terpesztett futómű, ami a típus legfőbb fogyatékosságát jelentette.

## Fegyverzete és függesztményei
A Bf 109-es legtöbb verzióján a fegyverzetet a törzsbe építették be. Ez csökkentette a repülőgép légellenállását, mivel ez által a szárnyak vékonyak maradhattak, ami fontos tényező volt a 109-es sebességében.
A legyártott 109-esek többségének a fegyverzetéhez tartozott a Motorkanone, vagyis a légcsavarkúpon keresztül tüzelő gépágyú. Az F verziótól kezdve mindegyik 109-es rendelkezett ilyen fegyverzettel. Ezt a 109-est meghajtó Daimler-Benz repülőgépmotorok szerkezete tette lehetővé.
A második világháború idején talán a német 20 mm-es gépágyúk rendelkeztek a leghatásosabb lőszerrel a Minengeschoss-al, ami magyarul rombolólövedéket jelent. Az MGeschoss egy vékony falú lövedék volt, ami ennek következtében sokkal nagyobb robbanótöltettel rendelkezett, mint egy tipikus 20 mm-es gépágyúlövedék. Ennek a hatása nagyon pusztító volt

1941-től kezdve a Motorkanone 20 mm-es gépágyúkból állt. A háború végén viszont kicserélték a 30 mm-es MK 108 gépágyúkra. Az utóbbit az amerikai nehézbombázók elleni harc tette szükségesség. Az MK 108-as kizárólag Mgeschosst tüzelt és a lövedékei olyan nagy tűzerőt biztosítottak, hogy néhány találat elég volt egy négymotoros nehézbombázó lelövésére.

## Típusváltozatok

### Bf 109 A/B/C – „Anton”, „Berta”, „Cezar”
A Bf 109 A (Anton) volt a Bf 109 első verziója. Az RLM 22 darabot rendelt ebből a típusból. 2 db 7,92 mm MG 17-es géppuskával szerelték fel. A repülőgép szíve egy 640 PS Jumo 210B motor volt.
A Bf 109 B-t (Berta) továbbfejlesztett Jumo 210D motorral szerelték fel. A fából készült Schwarz légcsavart felváltotta a változtatható állásszögű VDM kéttollú légcsavar. Összesen 341 darab készült belőle.
A Bf 109 C (Caesar) szíve egy 700 lóerős Jumo 210G befecskendezéses motor volt. Az eddigi motorra épített MG 17 géppuskákat megtartva, ennél a típusnál jelent meg a szárnyba épített fegyverzet: két MG 17-es a C-1, illetve két 20 mm-es MG FF ágyú a C-3 verzióban. A C változatból összesen 58 darab készült.

### Bf 109 D „Dora”

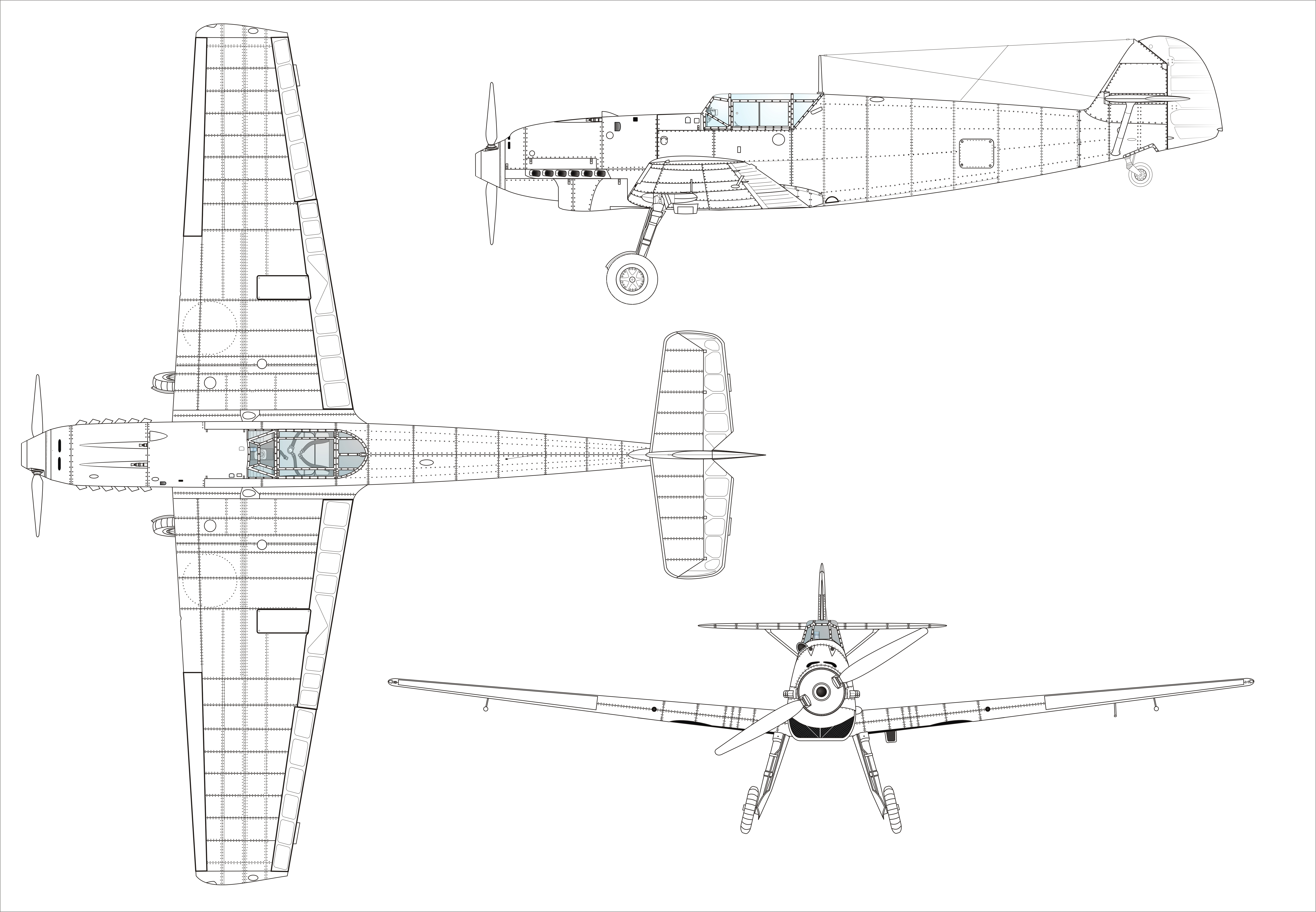
Bf 109 D

A Dora külsőleg azonos volt a Bf 109 C változattal, de Junkers Jumo 210D motorral készült. Ez a változat 4 darab 7,92 mm MG 17 géppuskával volt felszerelve. Összesen 657 darab készült belőle. Németország 2 db Bf 109 D-t eladott Magyarországnak és néhányat Svájcnak. Az E-változat megjelenése után Spanyolország sokat használt belőlük.

### Bf 109 E „Emil”
Az Emil 1938 végén jelent meg. Egy DB601A vagy DB601N motorral, átalakított fülketetővel készült. Fegyverzete a korai altípusoknak (E–1, E–2) két MG 17-es géppuska a szárnyban, valamint ugyancsak 2 MG 17-es géppuska a motorra építve. E–3-tól 2 darab 20 mm-es MG FF gépágyú a szárnyban és 2 MG 17-es géppuska a motorra építve. Összesen hét változata épült (E1–E7).
Magyarország 1943-44-ben használt 50 db Bf 109 E-t kiképzési célokra, Börgöndön. A gépeket később bombatartókkal szerelték fel és német pilóták ismeretlen helyre távoztak velük.

### Bf 109 F „Friedrich”

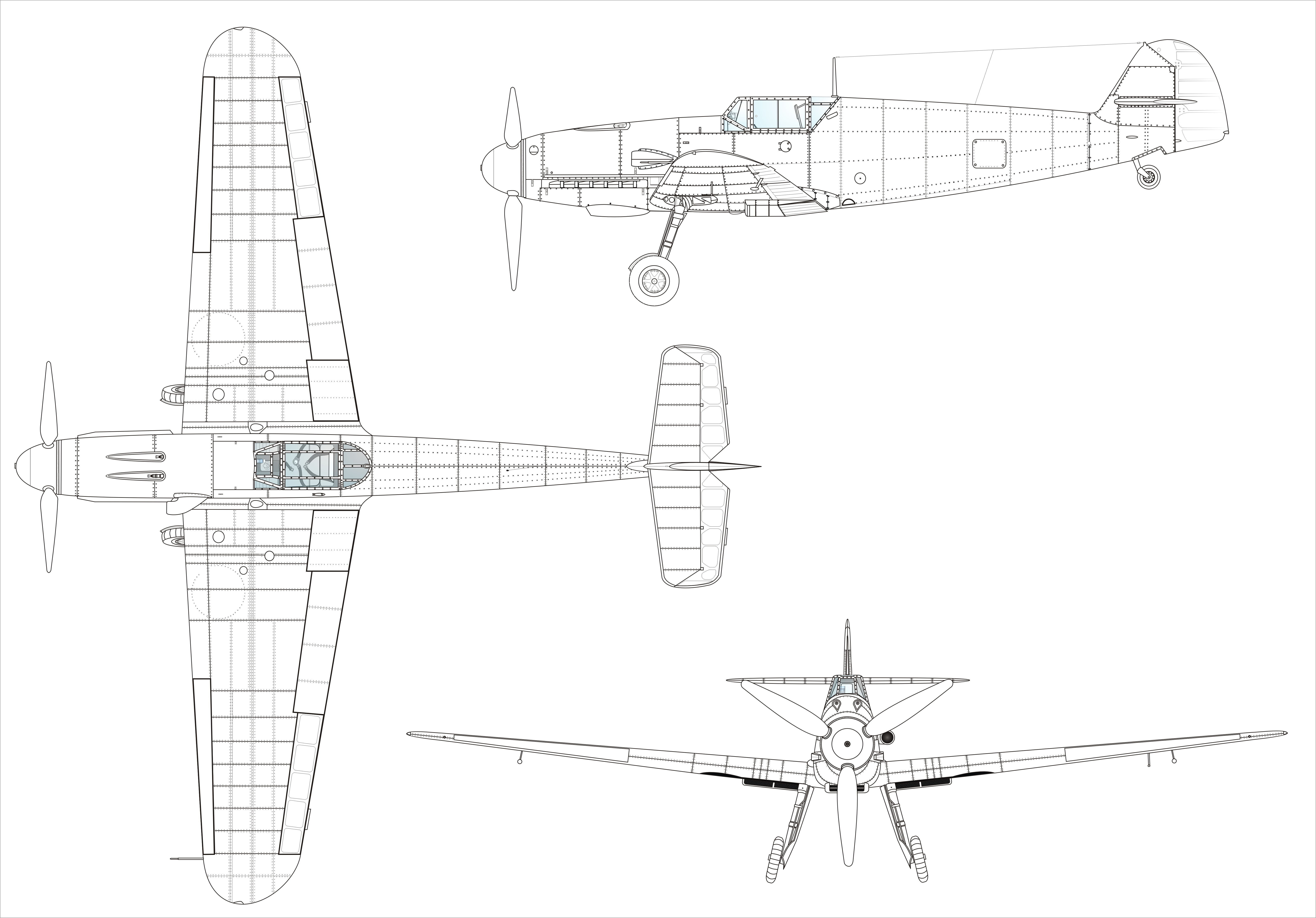
Bf 109 F–2

A Friedrich típus 1940-es fejlesztés, az első F–1-es változatok 1941 februárjában kerültek a Geschwaderstab és a III/JG 51 állományába, márciustól már az F–2-t állították szolgálatba, augusztusban az F–4-et. Az 1941-es franciaországi angol támadások elleni védelemben és a Barbarossa hadműveletben már főleg az F-változat vett részt. Sokban különbözött az Emiltől. Messerschmitt áttervezte a DB 601-es motor hűtését, ez volt a DB 601 N–1 motorváltozat. Új, áramvonalasabb orr-rész készült. Elhagyták a légellenállás javítása érdekében a vízszintes vezérsíkok ferde dúcait, a főtartóit nagyobb teherbírású szelvényre cserélték. Összességében csökkent a tűzerő, a farok támasztóinak elhagyása miatt rezonancia keletkezett, és nagy terhelésnél hajlamos volt letörni a vízszintes vezérsík. Több gépet is vesztettek emiatt. Első áldozata február 10-én Ralf Steckmayer hadnagy volt, a 11./JG 51 pilótája, majd a repülési tilalom ellenére még egy baleset történt. Ekkor az összes F–1-est visszarendelték, és a farokszerkezetet módosították. A könnyítések miatt a gép nagy magasságban nyújtott teljesítménye jelentősen javult. Behúzhatóvá építették a farokfutószárat is, mely szintén a légellenállás javítását szolgálta.
A szárnyban lévő 20 mm-es MG FF-ekkel nehéz volt célozni, ezért helyettük egy darab 15 mm-es MG 151 nehézgéppuskát építettek a fordított V motor hengerei közé, ami a légcsavartengelyen át tüzelt. Eleinte voltak problémáik a nagy vibrációval, de miután megoldották, sokkal könnyebben lehetett a gép hosszanti tengelyében lévő fegyverrel lőni. A motor fölött változatlanul rendelkezésre állt a két darab 7,92 mm-es MG 17 géppuska. Az F-4 változattól az MG 151 géppuskatípus nagyobb kaliberű, 20 mm űrméretű változatát, az MG 151/20-at építették a gépekbe, majd visszamenőleg a legtöbb F–2-be is. A nagyobb teljesítményű motor miatt újabb, szélesebb légcsavartollakkal szerelték fel az F–4 változatot. Ebben a változatban már megnövelték a pilóta védelmét is: egy 6 mm vastag fejpáncélt építettek be a jobbra nyíló kabintetőbe; erősített, edzett és vastag szélvédő üveget, valamint az ülés alatt és mögött elhelyezett üzemanyagtartályt cserélhető páncéllemezzel látták el. Ezek a módosítások pozitívan hatottak a pilóták moráljára. A nagyobb teljesítményű motornak több levegőre volt szüksége, így átvették a GM–1 rendszerrel felszerelt F–2/Z-prototípus nagyobb átmérőjű feltöltő-beömlő csonkját. A dinitrogén-oxid-befecskendezővel felszerelt motor rövid időtartamra, a beáramló nagyobb mennyiségű oxigén miatt nagyobb teljesítmény leadására volt képes, ami főleg nagy magasságokban volt hasznos.
Az időközben kidolgozott Rüstsatz módosítások többféle külső felfüggesztési lehetőséget adtak a vadászbombázó bevetések teljesítésére. Az R2 egy 300 literes póttartály hordozását tette lehetővé, az R6-tal az ETC 500 (Elektrischer Träger für cylindrische Außenlasten, 500 kg) függesztőkonténer hordozását érték el, melyben 1 darab 250 kg-os, vagy 4 darab 50 kg-os bomba volt elhelyezhető. 240 darab F–4/R1 készült, melyek szárnyfeleibe rögzítőpontokat és kábeleket építettek be a szárnyfüggesztményként alkalmazható, MG 151/20 mm-t tartalmazó fegyvergondolákhoz. Ez azonban majd csak a G sorozatban lesz általános. Az R3 és R4 változatok fotófelderítő változatok lettek, melyek azonban csak kis mennyiségben kerültek legyártásra.

### Bf 109 G „Gustav”

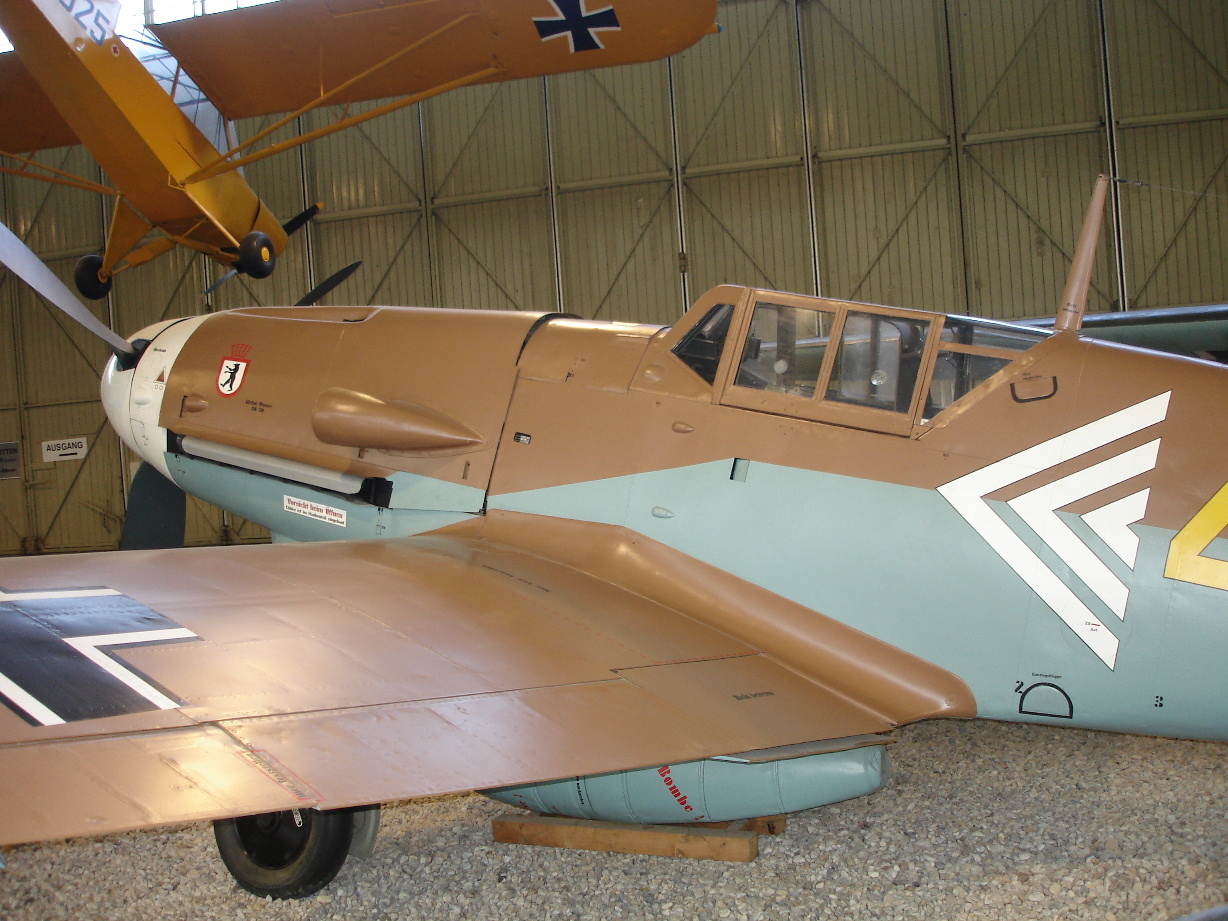
Bf 109 G–2

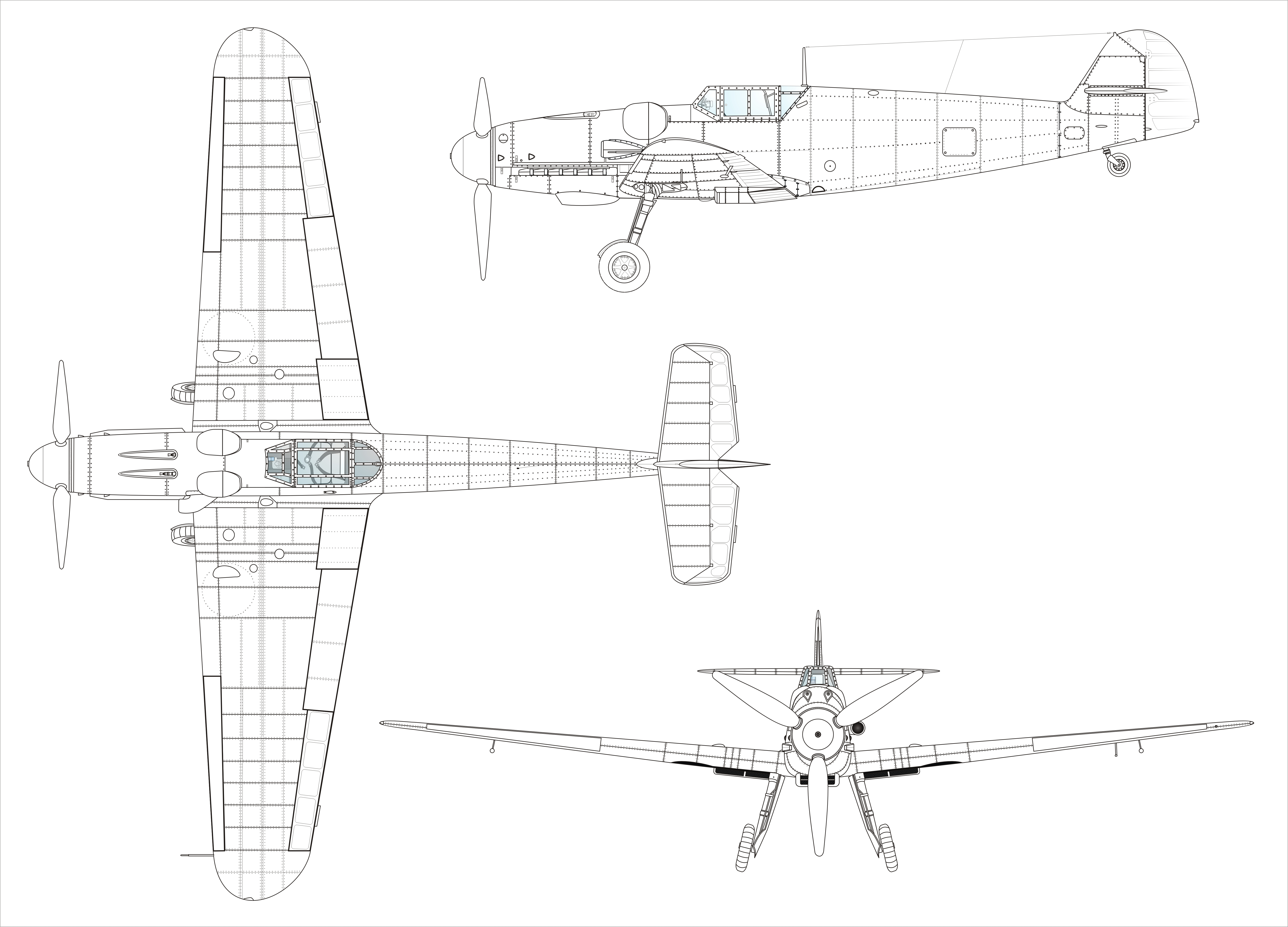
Bf 109 G–3

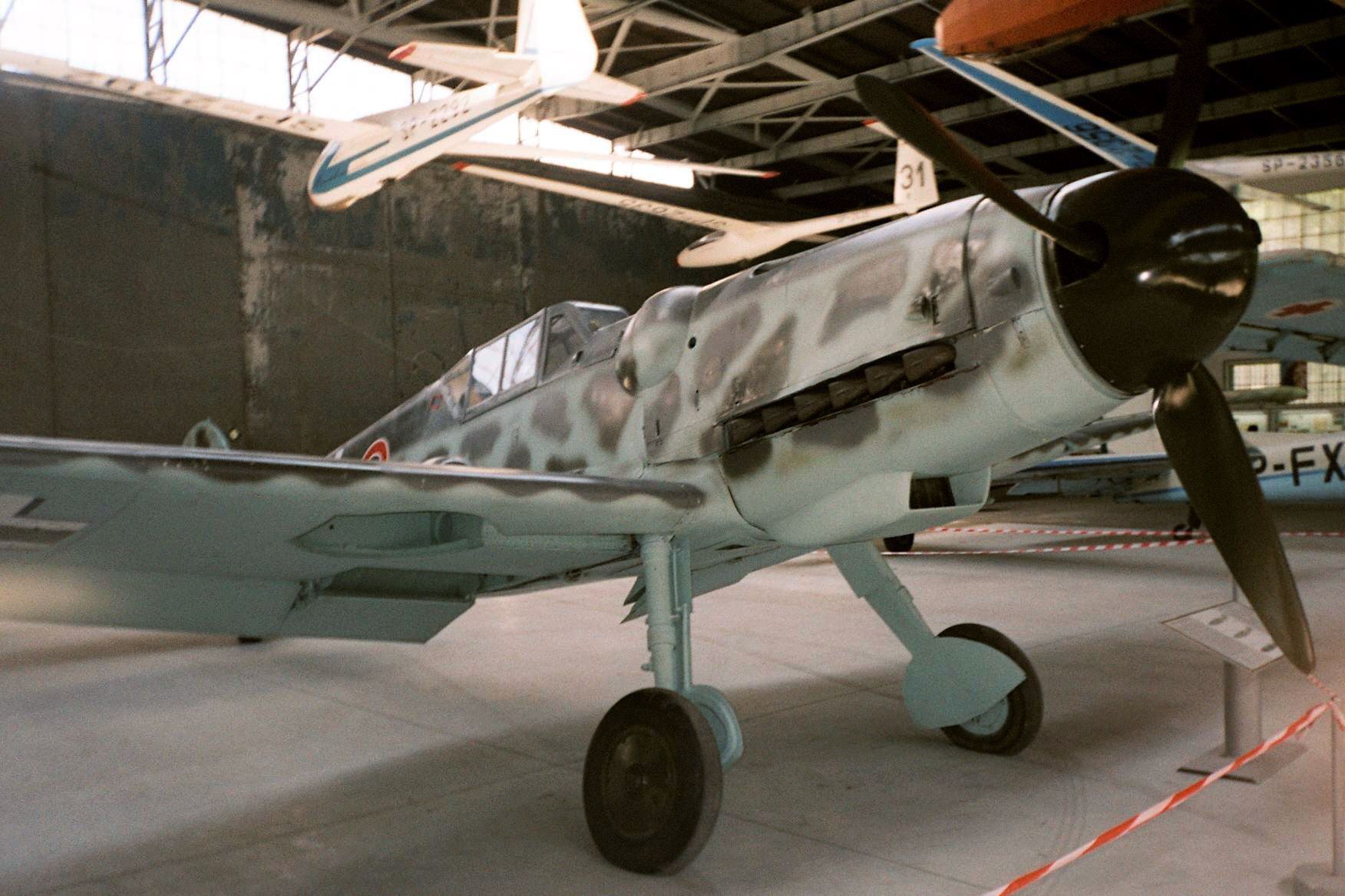
Bf 109 G-6 a Lengyel Repülési Múzeumban Krakkóban

A Gustav 1941-es megjelenését az indokolta, hogy a Luftwaffének szüksége volt egy nagy magasságban is jól szolgáló repülőgépre. A korábbi változatok DB 601-es hajtóművével szemben ezen változattól kezdve a DB 605-ös motor került beépítésre. A G-6 verziótól lecserélték az igen alacsony hatékonyságú motor fölötti MG-17-es géppuskákat a 13 mm-es MG-131 nehézgéppuskákra, valamint opcionálisan lehetséges volt a motorba épített 20 mm-es MG-151-es helyett a nagyobb romboló erejű, de alacsonyabb torkolati sebességű és kevesebb lőszerrel ellátott 30 mm-es MK-108 gépágyú alkalmazása, a további G K és Z verziók ezekkel a fegyverekkel készültek. A G-10 verziónál szakítottak az eddig alkalmazott kabintetővel, és a sokkal jobb kilátást lehetővé tevő Erla Haube fülketetővel gyártották ezt, és összes későbbi variánst. Rengeteg alváltozata készült a különböző feladatok ellátására. Az altípusok közül a Gustavokból gyártották a legtöbbet, többek között a Győri Vagon- és Gépgyárból is kigördült 309 darab 1943 végétől 1944 végéig. A teljes legyártott mennyiség több mint 70%-a Gustav változat volt.

### Bf 109H

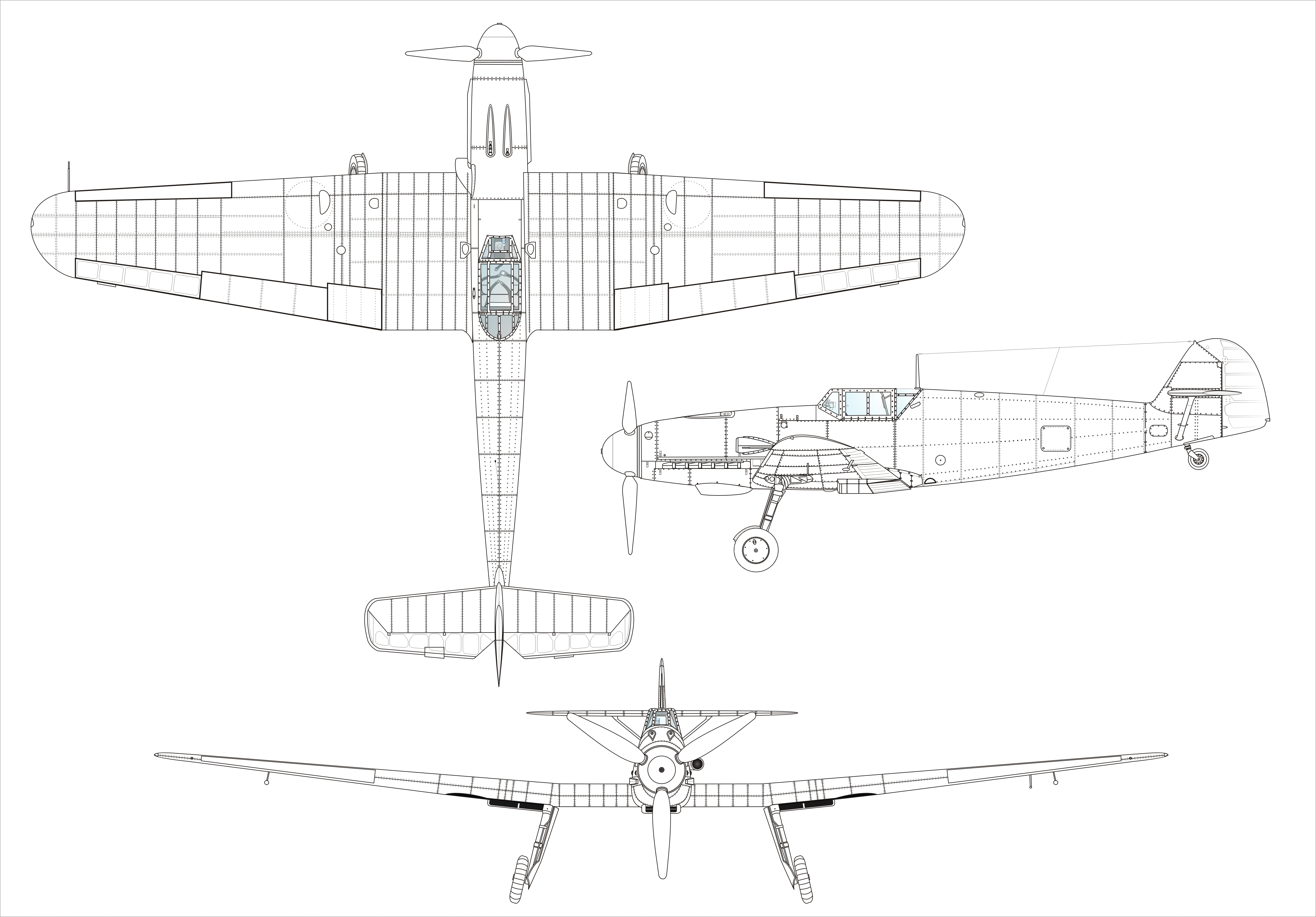
Bf 109 H–1

Magassági vadász és vadászfelderítő változat, nem gyártották nagy sorozatban. A törzshöz közeli részen 1-1 db 93 cm hosszú egyenes vonalú szárnyközéprészt toldottak be, és merevített, növelt felületű vízszintes vezérsíkkal szerelték. A megépült példányok motor és fegyverzet szempontból tértek el egymástól.
A Bf 109 H–0 néhány darabos nullsorozat, normál Bf 109 F változat átépítése, 1300 lóerős Daimler-Benz DB 601E folyadékhűtéses, 12 hengeres fordított V motorral.
A Bf 109 H–1 kis sorozat, vegyesen Bf 109F és Bf 109 G változatokból építették át, 1475 lóerős DB 605A motorral és GM–1 dinitrogén-oxid-adagolóval felszerelve. 1941 nyarán a franciaországi Guayancourt-ban állomásozó kísérleti csoportnak adták át, ahol a gépek főként felderítő feladatkörben rendszeresen bevetésre is kerültek.
A Bf 109 H–2 néhány darabos kísérleti széria, bár egyes források szerint csak tervezet volt, magassági vadászbombázó feladatkörben. Normál Bf 109G változatokból alakították át és 1750 lóerős Junkers Jumo 213 folyadékhűtéses, 12 hengeres fordított elrendezésű V speciális magassági motorral, valamint GM–1 dinitrogén-oxid-adagolóval szerelték fel. 500 kg bombaterhet szállíthatott.
A Bf 109 H–5 rajzasztalon maradó tervezet volt, 1700 lóerős Daimler–Benz DB 605L magassági motorral és GM–1 dinitrogén-oxid-adagolóval felszerelve került volna gyártásba. Alapvető hibája volt hogy zuhanórepüléseknél a szárnyak erősen beremegtek. Fejlesztését és gyártását a Focke–Wulf Ta 152 típus javára abbahagyták.

### Bf 109 K „Kurfürst”

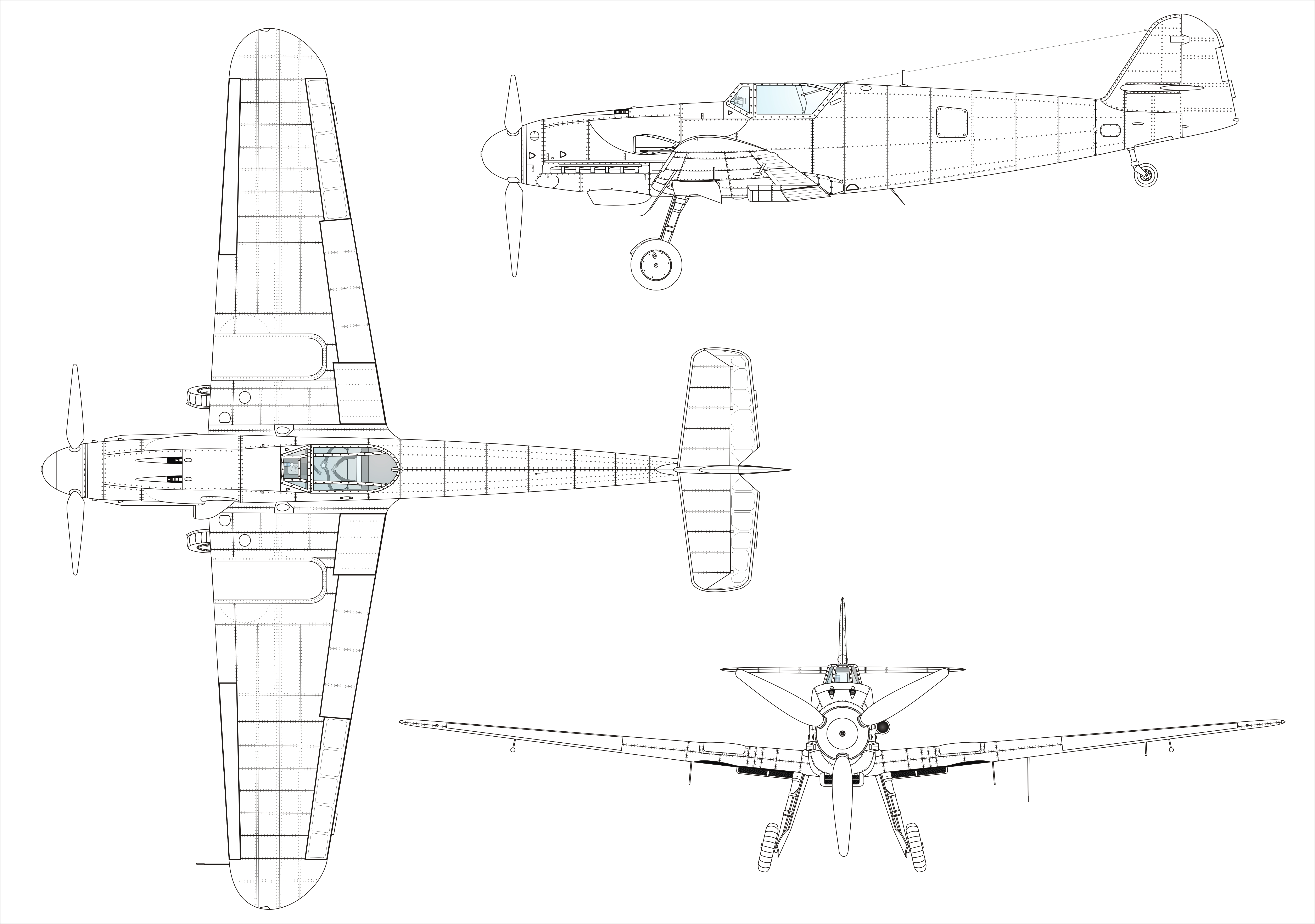
Bf 109 K–4

A Kurfürst a legutolsó modell, a legerősebb DB motort tervezték bele. Ezzel a változattal érte el a gép ténylegesen fejleszthetőségének határait. Az elavult konstrukcióba nem lehetett nagyobb tűzerőt vagy hajtóművet beépíteni, mert nem bírta volna az alapvetően könnyű szerkezet, amelynek veszélyeivel már az alaptervezésnél tisztában voltak.

### Bf 109 T „Trägerflugzeug”

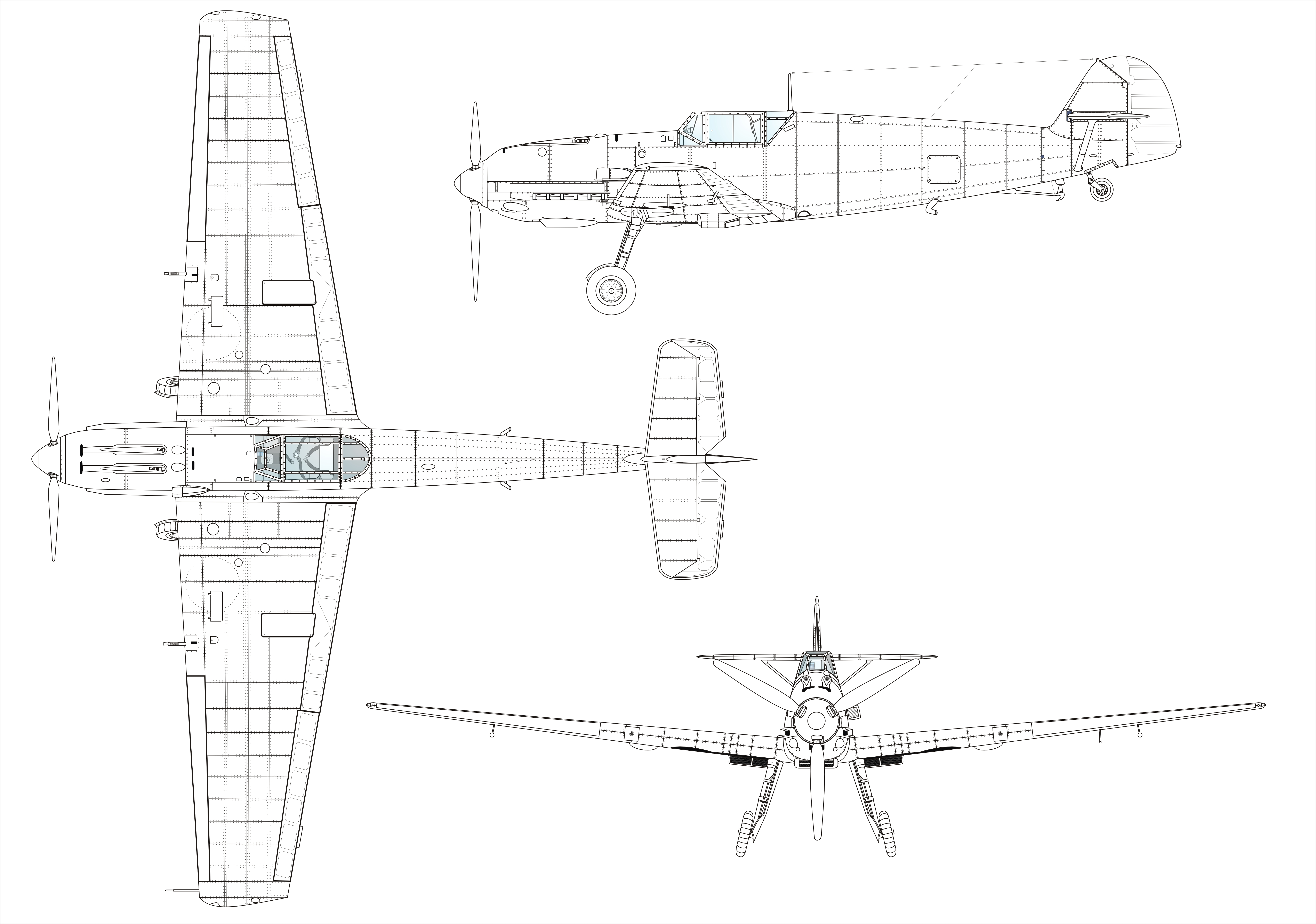
Bf 109 T–1

A Bf 109 ezen verzióját a Graf Zeppelin repülőgép-hordozóra tervezték. A Bf 109E–3-tól annyiban különbözött, hogy a szárnyfesztávolságát megnövelték 11,08 méterre. Mivel a Graf Zeppelin nem készült el, ezért Norvégiába került az elkészült 63 db Bf-109T az I/JG 77 kötelékébe.

### Bf 109 Z „Zwilling”

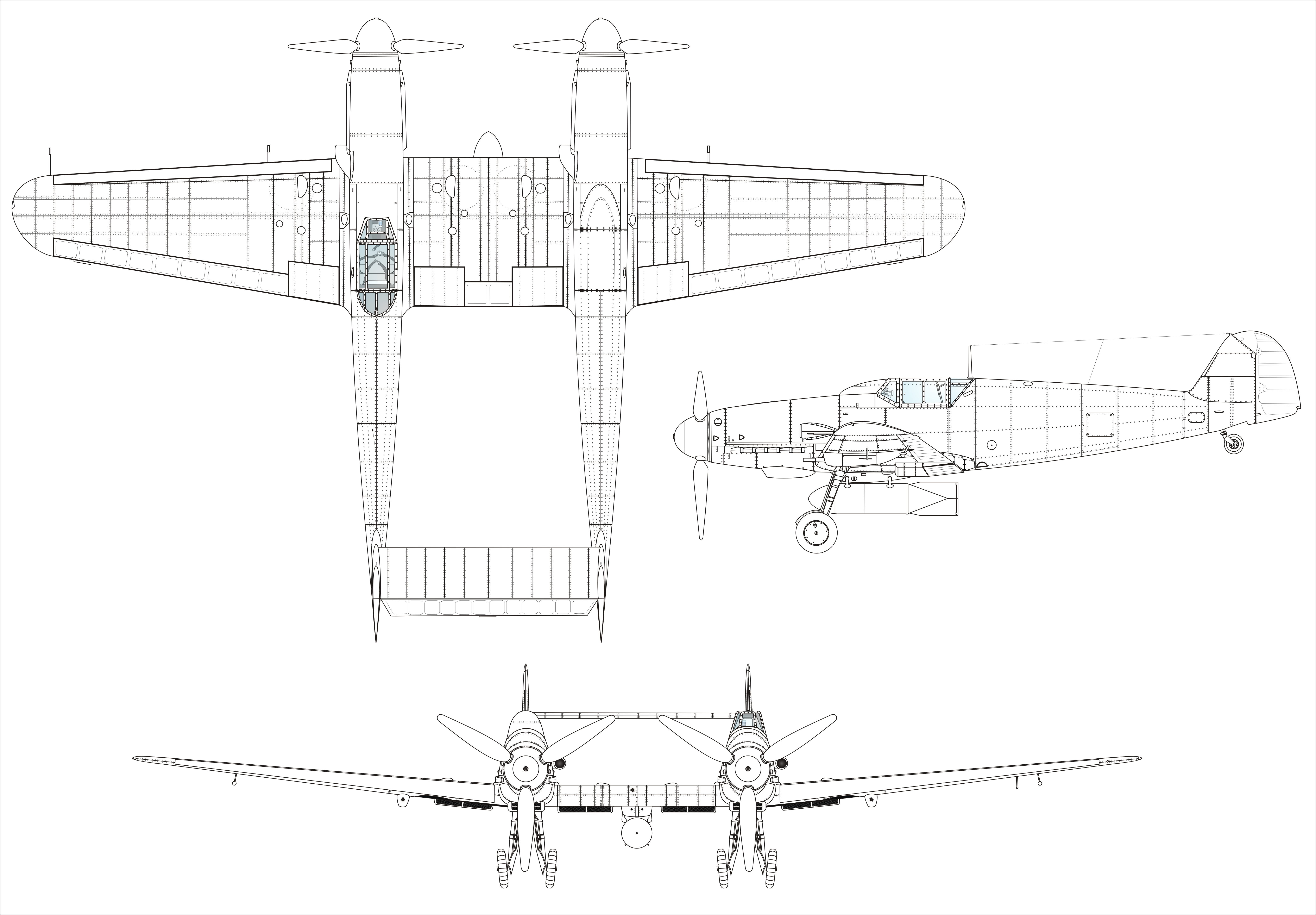
Bf 109 Z–1

A Zwilling két Bf 109-es törzsének összeillesztéséből keletkezett. 1000 kg bombát tudott volna szállítani. Az egyetlen elkészült darab egy szövetséges légitámadás során semmisült meg.

## Alkalmazó országok
Több ország is alkalmazta Németországon kívül. Finnország 162 darab Bf 109 G-t vásárolt 1943-ban. Svájc 1938-ban 10 darab Bf 109 D-t, 1939-ben 80 darab 109 E–3-at, a háború folyamán a F és G típusból is vásárolt néhány darabot. Jugoszlávia 1939-ben 73 darab Bf 109 E–3-at vásárolt.
Az alábbi lista nem tartalmazza a szövetségesek által zsákmányolt, és saját célokra felhasznált gépeket és országokat.
 Bulgária
- Bolgár Légierő – 19 darab E–3 és 145 darab G–2, G–6, G–10

 Horvátország
- A Független Horvát Állam légiereje – 50-nél több Bf 109-es, köztük E–4, F–2, G–2, G–6, G–10 és K

 Csehszlovákia
- Csehszlovák Légierő – az elfoglalt gyárak felszereléseivel saját Bf 109 G változatot építettek Daimler-Benz DB 605 motorral, egészen addig, míg 1948-ban fel nem robbant a Krásné Březnóban lévő üzem

 Finnország
- Finn Légierő – összesen 162 darab Bf 109-est használtak, köztük 48 darab G–2, 111 darab G–6, 3 G–8, további 159 darabot szállítás közben megsemmisítettek a szövetségesek

 Harmadik Birodalom
- Luftwaffe (Wehrmacht)

 Magyarország
- Magyar Királyi Honvéd Légierő – 3 D–1, 50 E–3, E–4, 66 F–4, körülbelül 490 G–2, G–4, G–6, G–8, G–10, G–14

 Izrael
- Izraeli Légierő – a csehszlovák gyártmányból importáltak, ezek a gépek nyolc győzelmet arattak az egyiptomi–szíriai konfliktusban[7]

 Olasz Királyság
- Regia Aeronautica – több F–4-es és G–6-os.

 Olasz Szociális Köztársaság
- Aeronautica Nazionale Repubblicana – 300 darab G–6, G–10, G–14 és 2 G–12, 3 K–4

 Román Királyság
- Román Légierő – 50 E–3 és E–4, 19 E–7, 2 F–2, 5 F–4, több mint 235 G–2, G–4, G–6, G–8, 75 G–6a

 Szlovák Köztársaság
- Szlovák Légierő – 16 E–3, 14 E–7, 30 G–6
- Szlovák Légierő – 3 G–6

 Spanyolország
- Spanyol Légierő – több D–1, E–3, 15 F–4, sok elavult B, majd a saját gyártmányúak 1958-ig

 Svájc
- Svájci Légierő – 10 D–1, 89 E–3, 2 F–4, 14 G–6

 Jugoszlávia
- Jugoszláv Királyi Légierő – 73 db E–3

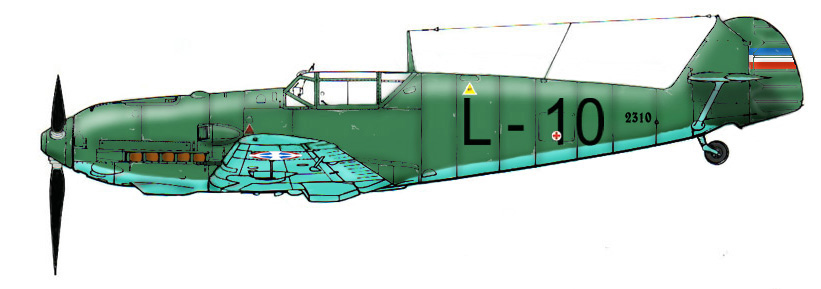
Egy jugoszláv felségjelzésű Bf 109 E

- Jugoszláv Légierő – Horvátország és Bulgária használt G-változatai

## Harci alkalmazása
Az Bf 109-et számos célra használták, például kísérőgépként, elfogó vadászként, éjszakai vadászként, felderítőként, vagy földi célpontok ellen. A Messerschmittet nagyobb számban gyártották, mint bármelyik másik vadászgépet. Több mint 31 000 (más források szerint 33 000) darab készült belőle. A Bf 109-nek voltak gyengeségei, például a rövid hatótáv – amely azzal járt, hogy az angliai csata során a bombázókötelékeket csak Bf 110-es vadászok kísérhették, csekély eredménnyel –, a leszálláskor könnyen összecsukló, gyenge futómű és a viszonylag rossz kilátás a pilótafülkéből. Ezeket a háború vége felé megpróbálták orvosolni, de sosem sikerült megoldaniuk teljesen. Továbbá igen sok pilóta panaszkodott a gyenge fegyverzet miatt. Volt lehetőség a szárny alá további gépágyúkat felszerelni rá, de ez a megoldás annyira megnövelte a tömegét, hogy nagyon leromlottak a repülési tulajdonságai.
Már 1940-ben kezdett elavulni a konstrukció, és 1942-re elérte fejleszthetőségének határait, de gyártását folytatták. A fejlesztésről már 1942 áprilisában lemondtak, amikor a vadászgépek közül a Repülőgépanyag-ellátó Főnökség csak az Fw 200-ast és a Me 262-est ajánlotta továbbgondolásra. 1941-től alulmaradt a Supermarine Spitfire Mk IX és a Hawker Hurricane angol vadászokkal, majd 1942 nyarától az Il–2 csatarepülő kétüléses változatával szemben, majd 1943 augusztusától a Jak–3-as csúcsmagasságban és szolgálati magasságban is túlszárnyalta, ugyanekkor került az Amerikai Egyesült Államok európai seregeihez a P–47 Thunderbolt is. 1944-től az La–7 minden német vadászt felülmúlt. Az 1942-től utódtípusának szánt Fw 190 sohasem tudta teljesen kiszorítani, egyrészt mivel a gyártósorok átállítását a háborús szükséghelyzet miatt nem lehetett megoldani, másrészt a 109-es pilótái bíztak gépükben, nem szívesen cserélték le egy új típusra, ráadásul a korai 190-esek hűtési problémákkal küszködtek, amiket nehezen tudtak megoldani (ez csak 1944-re sikerült). Mindezek ellenére a Bf 109-es a háború végéig csapatszolgálatban maradt és az utolsó percekig nagy ellenállást fejtett ki az egyre erősödő szövetséges nyomás alatt.
Ezzel a géppel repült Erich Hartmann is, aki 352 igazolt győzelemmel minden idők legtöbb légigyőzelmét aratta. Hartmann elutasította a háború alatt, hogy bármilyen másik géppel repüljön. Hans-Joachim Marseille szintén a Bf 109-essel repült, 158 légigyőzelmet aratott a szövetséges pilóták felett Észak-Afrikában, de egy baleset miatt még 1942-ben életét vesztette. Volt olyan nap, mikor 23 szövetséges gépet lőtt le. Ezek a győzelmek azonban nem annyira a Bf 109-es kiváló képességeit igazolják, mint amennyire a német pilóták ügyességét és elszántságát. Hozzájárult a sikerekhez a spanyol polgárháború után bevezetett légitaktika is, amelyet kifejezetten a Bf 109-esekhez szabtak, hiszen Werner Mölders találta ki, a Bf 109-essel repülő ászok (experte) egyike. A német vadászalakzat alapegysége a Rotte („géppár”) volt, két Rotte alkotott egy Schwarmot („rajt”). Ez a kis alapegység olyan mozgékonyságot és kezdeményezőképességet adott a német vadászpilótáknak, amiről a szövetségesek nem is álmodhattak, míg rá nem jöttek a titokra. Addig azonban a merev szövetséges vadászalakzatokat alaposan megtizedelték a mozgékony Rotték. A szövetséges alakzatban csak a vezérgépnek volt szabad kilátása és manőverezése, csak ő választhatta ki a célpontokat, míg a raj összes többi gépe csak a vezér védelmét láthatta el. A géppárban egyetlen vezér és egy kísérő van, vagyis minden második gép aktívan manőverezhet, míg a párja hátulról fedezi.

### 1939
1939-re kialakították az egymotoros gépekből álló Jagdgruppékat, amelyekben lehetőség szerint legalább egy darab Bf 109 E–1 vagy E–3 volt. A lengyelországi hadjárat kezdetén az I/LG 2, JGr 101, JGr 102, I/JG és I/JG21 vadászezred vetett be Bf 109 B–2 és E–1 típusokat. A néhány elavult lengyel repülőgép ellen alig volt szükség vadászrepülőkre, ezért leginkább földi célok ellen vetették be fedélzeti fegyvereiket. A hadjáratot veszteség nélkül fejezték be. A következő bevetés a furcsa háború alatt december 18-án volt, ahol E–1-es változatok és Bf 110 C–1-esek egy tucat Vickers Wellington bombázót lőttek le Schilling felett.

### 1940
A franciaországi hadjáratban már 860 darab E–1 és E–2 változat vett részt. Ezek a JG 1–3, JG 21, JG 26–27, JG 51–54 számú, összesen tíz vadászezred kötelékeibe tartoztak. A hadjárat során (május 10-től 18-ig) a francia légierővel szemben csaknem ugyanolyan fölényben voltak, mint Lengyelországban, így nem szenvedtek nagyobb veszteségeket. Május 18-án azonban szemben találták magukat egy náluk is gyorsabb és jobban manőverezhető géppel, a Supermarine Spitfire Mk I-esekkel. A Hawker Hurricane kissé gyengébb volt a Bf 109-nél, de sok volt belőle. Nemcsak veszteségeket szenvedtek, de minden erejüket lekötötték az angol vadászok, a bombázók kíséretére már nem maradt kapacitás, ami az egyik oka annak, hogy a Dunkerque-i kiürítést a németek nem akadályozhatták meg. Ez volt a Luftwaffe első kudarca. Ekkor lőtték le az egyik legjobb német pilótát, Helmut Wick őrnagyot.
A britek azonban május 18-a és június 5-e között 336 Hurricane-t és 67 Spitfire-t vesztettek, így csak összesen 331 vadászgépük maradt az angliai csatára. Június 10-e és augusztus 8-a között Dél-Angliában Bf 109-esek Frei Jagd (szabad vadász) bevetéseire került sor, amelynek célja a RAF vadászainak lekötése lett volna, azonban a Bf 109-es csak rövid időt tölthetett az angol légtérben rövid hatótávolsága miatt. Ez idő alatt 192 darab vadászrepülő volt a Luftwaffe vesztesége, emellett 77 darab sérült meg. Már ekkor kiderült, hogy nem csak az ellenséges vadászokkal kell szembeszállniuk és nem csak a bombázókat kell védeniük, hanem a Bf 110-esek is védelemre szorulnak a Spitfire-ekkel és a Hurricane-okkal szemben. Ez azért volt nagyon kínos a Luftwaffénak, mert a távolsági bombázókat csak Bf 110-esekkel kísérhették, amelyek a jelek szerint szinte semmit nem értek kísérővadászként.
Május 15-én megkezdődött Németország stratégiai bombázása, ennek során eleinte szinte kizárólag a légvédelmi tüzérséget használták a németek, illetve szórványosan a bombázók ellen a francia hadjáratban nem lefoglalt, elavult Bf 109 D-ket küldték. Csak július 17-én kapott parancsot Josef Kammhuber, hogy állítsa fel a Nachtjagddivision 1 (éjszakai vadász) hadosztályt. Az egység parancsnoka Wolfgang Falck őrnagy lett. Ebben azonban Bf 109-esek nem voltak.
Az angliai csata romló helyzetét Hermann Göring augusztus 20-i parancsa próbálta orvosolni, miszerint a Bf 109-eseket Pas-de-Calais térségébe telepítették, ahonnan rövidebb volt az út Angliába. Ez a 3. légiflotta állományának 2. légiflottába vezénylését jelentette. Ettől kezdve szeptemberig az angol légierő egyre súlyosabb helyzetbe került. Azonban a Luftwaffe veszteségei is megközelítették az 500 gépet. Ekkor kezdődött London bombázása, amely a Luftwaffe vereségének beismerése volt. Októbertől a Bf 109-eseket már 250 kg-os bombák rögzítésére alkalmas bombavető készülékkel szerelték fel, ez volt a vadászbombázók első kísérlete. Angliát bombázóként közelítették meg, de olyan bombázók voltak, amik sokkal hatékonyabban védték magukat, mint a többiek. A bomba oldása után vadászként indultak vissza, és megküzdöttek az ellenük küldött ellenséges vadászokkal. Ezzel megspórolták a vadászkíséretet is. Egyetlen hátránya ennek az volt, hogy a vadászpilóták bombázókiképzése hiányos maradt, ezért a Bf 109-esek pilótái sokkal kevésbé pontos bombázásra voltak képesek.

### 1941
Január és március között a X. légihadtest Máltát és a földközi-tengeri hajóutakat támadta. Ebben a 7/JG 26 és I/JG 27 vadászezredeket Bf 109 E–7 változatokkal szerelték fel. A görögországi hadjáratban csak néhány Bf 109-es vett részt, május végére a teljes 2. légiflotta keletre települt. A VIII. repülőhadtest három vadászezredének Bf 109 E–7-esei részt vettek a Merkur hadműveletben (krétai csata), ahol elsősorban a légvédelmi állások pusztítása volt a feladatuk, amelyet alacsonytámadásban, a fedélzeti fegyvereikkel végeztek el.
1941. április 20-án érkezett meg Gazalába a német Afrika-hadtesthez két vadászezred. Ebben speciálisan átalakított Bf 109 E–7/Trop változatú gépek szolgáltak. Ezen a hadszíntéren a RAF csak Hurricane I és Curtiss Tomahawk II (P40–C) vadászokat vetett be, amelyek nem érték el a Spitfire képességeit. Ezért a Bf 109-es uralta az észak-afrikai légteret tetemes számbeli hátránya ellenére is. Az egyik legeredményesebb német pilóta, Hans-Joachim Marseille április 30-án már a tizenegyedik ellenséges gép lelövését regisztrálta. Júliusban további erősítés érkezett, amikor a X. légihadest szicíliai állományát szétosztották az Afrika Korps és a balkáni megszálló erők között. Ekkor az előbbiben 240, az utóbbiban 150 Bf 109-es volt állományban. Novemberre azonban – a brit Crusader hadművelet idejére – összesen 50 darab Bf 109 E–7 és G–4/Trop maradt. Ezt a számot decemberben emelte a III/JG 27 és III/JG 53 érkezése, de az utóbbit hamarosan visszavezényelték Szicíliába. Ennek oka elsősorban az, hogy az Erwin Rommel által ellenőrzött területen kevés volt a használható repülőtér, emellett akadozott az üzemanyag utánpótlása. Így a Fliegerführer Afrika (az észak-afrikai repülő egységek neve) eleve kevés bevetést teljesíthetett.
Júniustól kezdve a RAF folyamatosan támadta Franciaország területét (Circus hadművelet), ahol összesen két vadászezred maradt a keletre csoportosítás után, a JG 2 és JG 26. Ezek teljes állománya nagyjából 240 gép volt – vegyesen Bf 109 és Fw 190 –, de sikerrel harcoltak a RAF vadászai ellen. Augusztustól már F–4-esek fogadták a RAF vadászait, amelyek a fordulékonyságon kívül felülmúlták a Spitfire VB-t is. Abban a hónapban 98 Spitfire-t és 10 Hurricane-t lőttek le a német vadászok, miközben saját veszteségük 18 volt. Ezért a Circus hadművelet novemberben leállt.
A Barbarossa hadművelet kezdetén 830 darab Bf 109-es állt a szovjet határon. Ezeknek kisebb hányada E–4 és E–7, legnagyobb része azonban az új F–2 változat volt, sőt augusztusra már a frontra érkezett az F–4 is. A Barbarossa első hetében a Bf 109-esek nem akadtak méltó ellenfélre. A teljesen elavult I–16 (Rata), az újabb Jak–1, MiG–3, LaGG–1 és LaGG–3 nem vehették fel a versenyt vele. Egyébként is az első néhány napban a németek a földön semmisítettek meg 1489 darab repülőt, emellett csak 322-t a levegőben, 32 saját veszteség mellett. Ezért a Bf 109-re hamarosan vadászként már nem volt szükség, sok bevetést teljesítettek bombázóként. Hat hét alatt négy vadászezred is elérte az 1000 darab/ezred megsemmisített repülőt, főleg a Középső Hadseregcsoport területén, a kijevi csata során. Ezek sorrendben a JG 51, JG 53, JG 54 és JG 3 alakulatok Werner Mölders alezredes, Günther von Maltzahn őrnagy, Hannes Trautloft őrnagy és Günther Lützow ezredes vezetésével.

### 1942
Januárban a Fliegerführer Afrika csak a JG 27 24 darab F–4/Trop gépét volt vethette be, ez a szám május végén 42. A JG 53-ban bombázóvá átalakított E–7/b változatok voltak, a JG 53 44 darab vadászgépe a Máltára telepített Hurricane-ok ellen küzdött. Ezeket azonban márciusban 15 darab Spitfire erősítette meg. Miután a Luftwaffe önmagában képtelen volt Máltát elfoglalni, a szigetet ellátó konvojok váltak célponttá. Ennek nyitánya március 23-án volt, amikor Bf 109-es vadászok süllyesztették el a Clan Campbell teherhajót. Ez volt a megoldás, április végére Málta védői kifogytak a készleteikből, és hiába érkezett 20-án 40 darab Spitfire, mert ezeknek a felét a földön pusztították el. A Bf 109-esek 23 Spitfire-t, 18 Hurricane-t lelőttek, további 87 vadászt megrongáltak. A saját veszteségeik azonban mintegy tízszeresek voltak, az angol jelentések 200 gép lelövését regisztrálták. Így a légi blokádot képtelen voltak hermetikusan tartani, május 9-én 64 Spitfire megérkezhetett, május 10-én pedig a Welshman teherhajó üzemanyagot és lőszert juttatott célba. A hónap további részében mindkét oldalon nagy veszteségekkel járó légicsaták zajlottak. November közepére 100 alá csökkent a számuk. A november 8-i szövetséges partraszállás miatt G–4-esekkel szereltek fel öt vadászezredet, és Fw 190A–4-esekkel egyet. Az állománytábla és a bevetett csapatok folyamatosan változtak.
Márciusban a JG 2 és JG 26 egy-egy vadászbombázó századot kapott Bf 109 F–4/B gépekből. Eleinte nagyon sikeres volt a vadászbombázók alkalmazása, mert az angol parti radarok nem látták az alacsonyan és gyorsan közelítő gépeket. A két Bf 109-es vadászbombázó századot hamarosan átirányították az első önálló vadászbombázó ezredbe, az SKG 10-be. Júliusban megérkezett a G-változat. Augusztus 12-től azonban már nem csak a RAF-fal álltak szemben, hanem az USAAF B–17 Flying Fortresseivel is, amelyek nem véletlenül kapták a „repülő erőd” nevet. Nagy magasságban, szoros kötelékben és erős védelmi fegyverzettel ellátva támadtak, és ellenük a német vadászok gyenge eredményeket értek el.
A keleti hadszíntéren sem volt jobb a helyzet. Hiába volt a német vadászok technikai fölénye az orosz légtérben, a szovjet repülőgépek nagy száma miatt saját gépeiket maximálisan igénybe vették. 2500 gép napi 1200–2000 bevetést teljesített. Ez nagy amortizációval járt, és az elkerülhetetlen harci veszteségek miatt 1941 végére a repülőgépgyártás már nem pótolhatta a megsemmisült és használhatatlanná vált gépeket. Először fordult elő, hogy a Luftwaffe összes repülőgépének száma csökkenni kezdett. Ezzel állt kapcsolatban Ernst Udet öngyilkossága, akinek helyét az anyagellátási osztályon Erhard Milch vette át. 1942 nyarán a Luftwaffekommando Ost (az V. repülőhadtest új neve) nyolc vadászezreddel rendelkezett, amelyekben túlnyomórészt Bf 109 F–4-esek szolgáltak. Augusztusban megérkezett két új fejlesztésű vadászgép a csapatokhoz, a Bf 109 G, és az Fw 190 A. Csakhogy ezzel egy időben feltűnt az La–5 és Jak–9 is, amelyek mindkét új típussal felvehették a versenyt. Szeptembertől a légierő újabb és újabb átcsoportosításokra kényszerült Sztálingrád, a Don-medence (itt az I. repülőhadtestet át is keresztelték Luftwaffekommando Don névre) és a Földközi-tenger között, éppen az aktuális hiánynak megfelelően, amelynek következtében összesen 375 darab vadászgép maradt az orosz fronton.
Az új vadászgépekre ekkor már a hátországban is szükség volt. Októberben kerültek először az éjszakai vadász alakulatokhoz Bf 109-esek, amelynek G-változatát FuG 202 vagy 212 Lichtenstein fedélzeti radarral szerelték fel. A RAF Bomber Commandja az októberi átszervezések után már 4% feletti veszteségeket szenvedett az éjszakai bombázásokban, így ezzel a tevékenységgel egy időre felhagytak.

### 1943
Észak-Afrikában január és április között a Bf 109-esek jelentős győzelmeket arattak, de magas volt a veszteség is. Olyan tapasztalt pilóták vesztek el, mint Joachim Müncheberg őrnagy és Wolfgang Tonne százados. Az ellátási problémák miatt Szicíliába vezényelték át folyamatosan az észak-afrikai légierőt, majd május 12-én a maradék kétszáz vadászt is oda irányították. Ezzel a Luftwaffe lemondott a Földközi-tenger ellenőrzéséről.

### A háború után
A második világháború után Csehszlovákiában Avia S–99 és Avia S–199 típusjellel gyártották. Ezeket a módosított Bf 109 G–14-eseket Junkers Jumo 211 motorral látták el. 1948-ig 865 darabot állítottak elő. Néhány S–199-est Izrael légiereje állított hadrendbe. Spanyolországban A Bf 109G–2-est Hispano Aviación HA-1112-ként gyártották először Hispano HS-12Z, majd Rolls-Royce Merlin motorral. 1958-ig gyártották.

## Technikai adatok
Bf 109E–4:
- Hossz: 8,64 m
- Fesztávolság: 9,87 m
- Magasság: 2,50 m
- Legénység: 1 fő
- Motor: Daimler-Benz DB 601 A, 1100 LE
- Maximális sebesség: 575 km/h
- Fegyverzet: 2 db 20 mm-es MG FF/M gépágyú a szárnyakban, 2 db 7,92 mm-es, légcsavarkörön át tüzelő MG 17-es géppuska
- Tömeg: 2010 kg (üresen); 2505 kg (harckészen)
- Csúcsmagasság: 11 000 m
- Hatótávolság: 660 km ( ~1325 km póttankkal)

Bf 109F–4:
- Hossz: 8,94 m
- Fesztávolság: 9,92 m
- Magasság: 2,60 m
- Legénység: 1 fő
- Motor: Daimler-Benz DB 601 E, 1350 LE
- Maximális sebesség: 630 km/h
- Fegyverzet: 1 db 20 mm-es MG 151/20, 2 db 7,92 mm-es, légcsavarkörön át tüzelő MG 17-es géppuska
- Tömeg: 2250 kg (üresen); 3005 kg (harckészen)
- Csúcsmagasság: 11 500 m
- Hatótávolság: 880 km( ~1994 km póttankkal)

Bf 109G–6:
- Hossz: 8,94 m
- Fesztávolság: 9,92 m
- Magasság: 2,6 m
- Legénység: 1 fő
- Motor: Daimler-Benz DB 605 A, 1475 LE
- Maximális sebesség: 640 km/h 6600 méteren
- Fegyverzet: 1 db 20 mm-es MG 151/20 vagy 1 db 30 mm-es MK 108 gépágyú, 2 db 13 mm-es, légcsavarkörön át tüzelő MG 131-es géppuska
- Tömeg: 2673 kg (üresen); 3148 kg (harckészen)
- Csúcsmagasság: 11 550 m
- Hatótávolság: 850 km (~1994 km póttankkal)

BF 109H–1
- Hossz: 9,04 m
- Fesztávolság: 11,92 m
- Magasság: 2,6 m
- Legénység: 1 fő
- Motor: Daimler-Benz DB 605 A, 1475 LE, GM-1 nitrogénoxid-adagolóval felszerelve
- Maximális sebesség: 750 km/h 10 100 méteren
- Fegyverzet: 1 db 30 mm-es MK 108 gépágyú, valamint vagy 2 db 7,92 mm-es, légcsavarkörön át tüzelő MG 17-es géppuska (ha Bf 109F szériából építették át), vagy 2 db 13 mm-es, légcsavarkörön át tüzelő MG 131-es géppuska (ha Bf 109G szériából építették át)
- Tömeg: 3450 kg (harckészen)
- Csúcsmagasság: 14 600 m

Bf 109G–14:
- Hossz: 9,02 m
- Fesztávolság: 9,92 m
- Magasság: 2,6 m
- Legénység: 1 fő
- Motor: Daimler-Benz DB 605 AM, 1475 LE
- Maximális sebesség: 650 km/h 7000 méteren
- Fegyverzet: 1 db 20 mm-es MG 151/20 vagy 1 db 30 mm-es MK 108 gépágyú, 2 db 13 mm-es, légcsavarkörön át tüzelő MG 131-es géppuska
- Tömeg: 2300 kg (üresen); 3300 kg (harckészen)
- Csúcsmagasság: 12 000 m
- Hatótávolság: 1000 km (~1994 km póttankkal)

Bf 109G–10:
- Hossz: 8,85 m
- Fesztávolság: 9,92 m
- Magasság: 2,5 m
- Legénység: 1 fő
- Motor: Daimler-Benz DB 605 D, 1800 LE
- Maximális sebesség: 685 km/h 7400 méteren
- Fegyverzet: 1 db 30 mm-es MK 108 gépágyú, 2 db 13 mm-es, légcsavarkörön át tüzelő MG 131-es géppuska
- Tömeg: 2300 kg (üresen); 3678 kg (harckészen)
- Csúcsmagasság: 12 000 m
- Hatótávolság: 1000 km (~1994 km póttankkal)

 Mozgókép?*

### Festési leírások
- Michael Ullmann: Green Fighters of the Eastern Front JG 54 Colors in Russia

### Gyártó üzemek
- WNF Werk I, Bécsújhely (németül)
- WNF Werk II, Bécsújhely (németül)